# Wardomyces moseri
Wardomyces moseri är en svampart som beskrevs av W. Gams 1995. Wardomyces moseri ingår i släktet Wardomyces och familjen Microascaceae.   Inga underarter finns listade i Catalogue of Life.